# Damaeus hastatus
Damaeus hastatus är en kvalsterart som först beskrevs av Hammer 1967.  Damaeus hastatus ingår i släktet Damaeus och familjen Damaeidae. Inga underarter finns listade i Catalogue of Life.